# Майкрофт Холмс
Ма́йкрофт Холмс (англ. Mycroft Holmes) — літературний персонаж, рідний брат Шерлока Холмса, старший за нього на сім років. З'являється в трьох оповіданнях  шотландського письменника  Артура Конан Дойля— «Випадок з перекладачем» (перша поява), «Остання справа Холмса»,«Креслення Брюса-Партінгтона»,і згадується в «Порожній будинок»
Ось як описує його доктор Ватсон:
Майкрофт Холмс був набагато вищий і огрядніший за Шерлока, але в його обличчі, хоч і одутлому, збереглося щось від тієї гостроти, якою так вражало обличчя його брата. Погляд його водянисто-сірих і напрочуд ясних очей був якийсь розгублений, занурений у самого себе; такий погляд я помічав у Шерлока тільки тоді, коли він напружував усю силу своєї думки.Оповідання «Грек-перекладач»  
Обіймає важливу посаду в міністерстві закордонних справ. Як і Шерлок, блискуче володіє «дедуктивним методом», значно перевершуючи свого брата в його володінні, він набагато спостережливіший, але лінивіший. 
Образ Майкрофта у британському серіалі 2010 року «Шерлок» трохи змінився — він не такий ледачий, менш емоційний і худіший. Також тепер стосунки між братами стали дещо напруженими, хоча Майкрофту так не здається (про що свідчить його фраза з серії «Етюд у рожевих тонах»: Ця наша ворожнеча чисто дитяча. І ти добре знаєш, як це засмучує матусю).

## Цікаві факти
Грає в картярському клубі "Діоген", де збираються найдивніші люди Лондона.